# 栗田真之助
栗田 真之助（栗田 眞之助、くりた しんのすけ、1876年（明治9年）8月17日 - 1939年（昭和14年）12月）は、大日本帝国陸軍軍人。最終階級は陸軍少将。功四級。

## 経歴・人物
大阪府出身。1897年（明治30年）陸軍士官学校第9期卒業。
1918年（大正7年）7月に福山連隊区司令官、1920年（大正9年）8月に陸軍歩兵大佐・第1師団司令部附を経て、1922年（大正11年）2月に歩兵第33連隊長に任官した。その後、1924年（大正13年）2月4日に陸軍少将に昇進と同時に待命、同年2月26日に予備役に編入した。